# Prinzenerlass
Het Prinzenerlass (Nederlands: Prinsen-decreet) is een decreet van Adolf Hitler uit het voorjaar van 1940, waarbij de inzet aan het front verboden werd voor leden van de vorstenhuizen die tot 1918 in Duitsland regeerden. In 1943 volgde voor hen een algeheel verbod om dienst te nemen in de Wehrmacht.
Op 26 mei 1940 raakte prins Wilhelm van Pruisen, kleinzoon van keizer Wilhelm II, bij Valenciennes tijdens de aanval op Frankrijk zwaargewond en overleed in een veldhospitaal in Nijvel. Zijn bijzetting in de antieke tempel van slot Sanssouci in Potsdam bracht 50.000 mensen op de been. Dit was de directe aanleiding tot het uitvaardigen van het Prinzenerlass. De oude Duitse vorstenhuizen waren nog zeer populair, terwijl de verhouding tussen de Duitse adel en de nationaalsocialisten niet altijd even goed was. Door de uitvaardiging van dit decreet wilden de nationaalsocialisten dergelijke aanhankelijkheidsbetuigingen voorkomen.